# Marachernes simulans
Marachernes simulans är en spindeldjursart som beskrevs av Harvey 1992. Marachernes simulans ingår i släktet Marachernes och familjen blindklokrypare. Inga underarter finns listade i Catalogue of Life.